# 4250 Perun
A 4250 Perun (ideiglenes jelöléssel 1984 UG) a Naprendszer kisbolygóövében található aszteroida. Zdenka Vávrová fedezte fel 1984. október 20-án.